# Karsten Warholm
Karsten Warholm (Ulsteinvik, 28 febbraio 1996) è un ostacolista, velocista e multiplista norvegese, campione olimpico dei 400 metri ostacoli ai Giochi di Tokyo 2020 ed attuale primatista mondiale della specialità con il tempo di 45"94.
Oltre al titolo olimpico di Tokyo 2020, in carriera vanta anche tre titoli mondiali (2017, 2019 e 2023) e tre titoli europei (2018, 2022 e 2024) nella specialità, nonché due titoli europei indoor nei 400 metri piani, per un totale di 11 medaglie individuali vinte in competizioni internazionali.

## Biografia
Inizia a praticare l'atletica leggera come multiplista all'età di quindici anni, vincendo nel 2013 il titolo mondiale allievi nell'octathlon e gareggiando nel decathlon ai campionati mondiali juniores di Eugene 2014, dove si piazza al decimo posto con 7551 punti, e ai campionati europei juniores di Eskilstuna 2015, dove conquista la medaglia d'argento con 7764 punti. Nel 2014 si cimenta per la prima volta nei 400 metri ostacoli correndo in 52"50, mentre l'anno seguente porta il suo personale a 51"09.

### 2016-2018
Decide di partecipare ai campionati europei del 2016 di Amsterdam sui 400 m ostacoli, dove vince la sua semifinale correndo per la prima volta sotto i 49", finendo tuttavia fuori dal podio in finale. Ai Giochi olimpici di Rio de Janeiro viene eliminato in semifinale, dopo aver corso un'ottima batteria.
Il 10 giugno 2017 a Florø, in Norvegia, corre in 44"87 i 400 m piani, dimostrazione anche di un'ottima base di velocità. La sua stagione sugli ostacoli bassi si apre in casa, nella tappa di Oslo della Diamond League, dove vince stabilendo il suo personale in 48"25. Partecipa ai campionati europei under 23 di Bydgoszcz dove conquista l'oro con il nuovo record dei campionati. Si presenta ai mondiali di Londra da outsider e, dopo un ottimo percorso, arriva in finale conquistando la medaglia d'oro chiudendo la gara in 48"35.
Il 2018 si apre con la decisione di accantonare definitivamente le prove multiple per cimentarsi esclusivamente sui 400 m ostacoli, come disciplina principale, e sui 400 m piani. L'esordio sugli ostacoli bassi è al Golden Gala, dove arriva secondo stabilendo il suo personale in 47"82 e scendendo di fatto per la prima volta sotto i 48". Partecipa alle tappe della Diamond League di Oslo, Stoccolma, Parigi, Losanna e Londra dove ottiene ottimi risultati, specialmente nella tappa londinese dove conquista il primo posto in 47"65, candidandosi come protagonista ai prossimi europei.
Nella rassegna berlinese dei campionati conquista infatti la medaglia d'oro stabilendo il record europeo under 23, nonché suo personale, in 47"64. Chiude la stagione l'8 settembre ad Ostrava, in Coppa continentale, classificandosi al terzo posto. Questa sarà l'ultima gara che perde, iniziando la sua imbattibilità.

### 2019-2020
L'anno successivo si apre a Stoccolma, nella terza tappa della Diamond League, dove vince in 47"85. La stagione prosegue ricca di successi e grandi risultati; vince in sequenza ad Oslo, Londra, l'oro ai campionati norvegesi e Parigi, arrivando a correre in 47"12 nella tappa londinese e in generale sempre con tempi sotto i 47"50.
Il 26 agosto a Zurigo entra nella storia. Il Weltklasse offre l'antipasto della sfida degli imminenti mondiali, mettendo di fronte Warholm e Benjamin per la prima volta. La gara si conclude con uno spalla a spalla finale in cui ha la meglio il norvegese, vincendo in 46"92 e "trascinando" anche lo statunitense sotto i 47", diventando cosi gli unici atleti insieme a Kevin Young ed Abderrahman Samba a correre in meno di 47 secondi. Ai mondiali di Doha vince la medaglia d'oro correndo in 47"42, chiudendo qui la sua stagione da imbattuto.
Complice la pandemia da COVID-19, la stagione 2020 parte in ritardo, oltre a causare il rinvio dei Giochi olimpici di Tokyo al 2021. La Diamond League subisce ritardi nonché modifiche, ma ciò non impedisce a Warholm di primeggiare. La sua stagione si apre ad Oslo l'11 giugno, dove corre nell'insolita distanza dei 300 m ostacoli, stabilendo la miglior prestazione mondiale in 33"78. Nella tappa di Monaco vince in 47"10 impressionando per la facilità di corsa.
Nella successiva tappa di Stoccolma, senza avversari di rilievo, sfonda nuovamente il muro dei 47" correndo in 46"87, avvicinando il record mondiale di Kevin Young, ora distante solo 9 centesimi, e dando una prova di forza incredibile per aver corso in ottava corsia e per aver abbattuto l'ultimo ostacolo. Gareggia e vince ad Ostrava e soprattutto a Berlino e nella tappa della Diamond League di Roma dove corre rispettivamente in 47"08 e 47"07, infliggendo notevoli distacchi agli avversari. Il 20 settembre a Bergen si laurea campione norvegese con il tempo di 48"23. Chiude così la sua seconda stagione consecutiva da imbattuto, portando a 15 le vittorie di fila sui 400 m ostacoli.

### 2021-
Giovedì 1º luglio 2021, in occasione dei Bislett Games di Oslo, quarto appuntamento stagionale della Diamond League, stabilisce il nuovo record mondiale dei 400 m ostacoli, correndo in 46"70 e migliorando di otto centesimi, dopo quasi 29 anni, il record della specialità dello statunitense Kevin Young, ottenuto il 6 agosto 1992 ai Giochi olimpici di Barcellona. Otto giorni dopo, nella tappa di Monaco della Diamond League, vince correndo in 47"08. Si presenta ai Giochi olimpici di Tokyo da favorito, vincendo agevolmente la sua batteria. In semifinale, contrapposto allo statunitense Rai Benjamin, vince in controllo correndo in 47"30. Il 3 agosto conquista l'oro olimpico stabilendo anche il nuovo record mondiale con il tempo di 45"94. A conferma di una stagione stellare viene eletto della World Athletics atleta mondiale dell'anno 2021.
Nel 2022 partecipa sia ai campionati del mondo di Eugene, dove si classifica settimo nei 400 metri ostacoli, sia agli europei di Monaco di Baviera, dove invece si aggiudica la medaglia d'oro nella medesima specialità siglando anche il nuovo record della competizione in 47"12.
L'anno seguente conquista altre due medaglie d'oro a livello internazionale, trionfando sia nei 400 metri piani agli europei indoor di Istanbul sia nei 400 metri ostacoli ai mondiali di Budapest.
Inizia il 2024 partecipando ai mondiali indoor di Glasgow, dove arriva sul secondo gradino del podio nei 400 metri piani. Ai campionati europei di Roma vince la medaglia d'oro nei 400 metri ostacoli siglando, con il crono di 46"98, il nuovo record della competizione. Ai Giochi olimpici di Parigi arriva invece secondo nella medesima gara, venendo sconfitto dallo statunitense Rai Benjamin.

## Palmarès
| Anno | Manifestazione  | Sede           | Evento      | Risultato  | Prestazione | Note                                                    |
| ---- | --------------- | -------------- | ----------- | ---------- | ----------- | ------------------------------------------------------- |
| 2013 | Mondiali U18    | Donec'k        | Octathlon   | Oro        | 6 451 p.    | Miglior prestazione personale                           |
| 2014 | Mondiali U20    | Eugene         | 4×100 m     | Batteria   | 40"62       |                                                         |
| 2014 | Mondiali U20    | Eugene         | Decathlon   | 10º        | 7 551 p.    | Miglior prestazione personale                           |
| 2014 | Europei         | Zurigo         | 400 m piani | Batteria   | 46"73       |                                                         |
| 2015 | Europei U20     | Eskilstuna     | 400 m piani | Argento    | 46"10       |                                                         |
| 2015 | Europei U20     | Eskilstuna     | Decathlon   | Argento    | 7 764 p.    | Miglior prestazione personale                           |
| 2016 | Europei         | Amsterdam      | 400 m hs    | 6º         | 49"82       |                                                         |
| 2016 | Europei         | Amsterdam      | 4×400 m     | Batteria   | 3'10"76     | Miglior prestazione personale stagionale                |
| 2016 | Giochi olimpici | Rio de Janeiro | 400 m hs    | Semifinale | 48"81       |                                                         |
| 2017 | Europei U23     | Bydgoszcz      | 400 m piani | Argento    | 45"75       |                                                         |
| 2017 | Europei U23     | Bydgoszcz      | 400 m hs    | Oro        | 48"37       | Record dei campionati                                   |
| 2017 | Mondiali        | Londra         | 400 m hs    | Oro        | 48"35       |                                                         |
| 2018 | Europei         | Berlino        | 400 m piani | 8º         | 46"68       |                                                         |
| 2018 | Europei         | Berlino        | 400 m hs    | Oro        | 47"64       | Miglior prestazione europea under 23 · Record nazionale |
| 2019 | Europei indoor  | Glasgow        | 400 m piani | Oro        | 45"05       | Record europeo · Record dei campionati                  |
| 2019 | Mondiali        | Doha           | 400 m hs    | Oro        | 47"42       |                                                         |
| 2021 | Giochi olimpici | Tokyo          | 400 m hs    | Oro        | 45"94       | Record mondiale · Record olimpico                       |
| 2022 | Mondiali        | Eugene         | 400 m hs    | 7º         | 48"42       |                                                         |
| 2022 | Europei         | Monaco         | 400 m hs    | Oro        | 47"12       |                                                         |
| 2023 | Europei indoor  | Istanbul       | 400 m piani | Oro        | 45"35       |                                                         |
| 2023 | Mondiali        | Budapest       | 400 m hs    | Oro        | 46"89       |                                                         |
| 2024 | Mondiali indoor | Glasgow        | 400 m piani | Argento    | 45"34       | Miglior prestazione personale stagionale                |
| 2024 | Europei         | Roma           | 400 m hs    | Oro        | 46"98       | Record dei campionati                                   |
| 2024 | Giochi olimpici | Parigi         | 400 m hs    | Argento    | 47"06       |                                                         |

## Campionati nazionali
- 6 volte campione nazionale assoluto dei 400 m piani (2014, 2015, 2016, 2017, 2018, 2019)
- 2 volte campione nazionale assoluto dei 110 m ostacoli (2013, 2014)
- 6 volte campione nazionale assoluto dei 400 m ostacoli (2015, 2016, 2017, 2018, 2019, 2020)
- 3 volte campione nazionale assoluto indoor dei 200 m piani (2015, 2016, 2017)
- 5 volte campione nazionale assoluto indoor dei 400 m piani (2014, 2015, 2016, 2017, 2018)
- 2 volte campione nazionale assoluto indoor dei 60 m ostacoli (2014, 2015)
- 1 volta campione nazionale assoluto indoor del salto in lungo (2016)

2013
- Oro ai campionati norvegesi assoluti, 110 m hs - 14"70

2014
- Oro ai campionati norvegesi assoluti indoor, 400 m piani - 48"20
- Oro ai campionati norvegesi assoluti indoor, 60 m hs - 8"23
- Oro ai campionati norvegesi assoluti, 400 m piani - 47"03
- Oro ai campionati norvegesi assoluti, 110 m hs - 14"48

2015
- Oro ai campionati norvegesi assoluti indoor, 200 m piani - 21"43
- Oro ai campionati norvegesi assoluti indoor, 400 m piani - 47"29
- Oro ai campionati norvegesi assoluti indoor, 60 m hs - 8"10
- Oro ai campionati norvegesi assoluti, 400 m piani - 47"39
- Oro ai campionati norvegesi assoluti, 400 m hs - 51"09

2016
- Oro ai campionati norvegesi assoluti indoor, 200 m piani - 21"04
- Oro ai campionati norvegesi assoluti indoor, 400 m piani - 46"31
- Oro ai campionati norvegesi assoluti indoor, salto in lungo - 7,44 m
- Oro ai campionati norvegesi assoluti, 400 m piani - 45"8 m
- Oro ai campionati norvegesi assoluti, 400 m hs - 50"72

2017
- Oro ai campionati norvegesi assoluti indoor, 200 m piani - 20"91
- Oro ai campionati norvegesi assoluti indoor, 400 m piani - 45"96
- Oro ai campionati norvegesi assoluti, 400 m piani - 46"44
- Oro ai campionati norvegesi assoluti, 400 m hs - 48"73

2018
- Oro ai campionati norvegesi assoluti indoor, 400 m piani - 45"59
- Oro ai campionati norvegesi assoluti, 400 m piani - 47"32
- Oro ai campionati norvegesi assoluti, 400 m hs - 49"01

2019
- Oro ai campionati norvegesi assoluti, 400 m piani - 45"54
- Oro ai campionati norvegesi assoluti, 400 m hs - 47"43

2020
- Oro ai campionati norvegesi assoluti, 400 m hs - 48"23

## Altre competizioni internazionali
2017
- Oro nella First League degli Europei a squadre ( Vaasa), 400 m hs - 48"46

2018
- Bronzo in Coppa continentale ( Ostrava), 400 m hs - 48"56

2019
- Oro al Bauhaus-Galan ( Stoccolma), 400 m hs - 47"85
- Oro ai Bislett Games ( Oslo), 400 m hs - 47"33
- Oro ai London Anniversary Games ( Londra), 400 m hs - 47"12
- Oro al Meeting de Paris ( Parigi), 400 m hs - 47"26
- Oro al Weltklasse Zürich ( Zurigo), 400 m hs - 46"92
- Vincitore della Diamond League nella specialità dei 400 m hs

2020
- Oro al Golden Gala Pietro Mennea (Firenze), 400 m hs - 47"07
- Oro al Memorial Van Damme (Belgio), 400 m hs - 47"07
- Oro all'Herculis ( Monaco), 400 m hs - 47"10
- Oro al Bauhaus-Galan ( Stoccolma), 400 m hs - 46"87
- Vincitore della Diamond League nella specialità dei 400 m hs

2021
- Oro ai Bislett Games ( Oslo), 400 m hs - 46"70
- Oro all'Herculis ( Monaco), 400 m hs - 47"08
- Vincitore della Diamond League nella specialità dei 400 m hs

2023
- Oro ai Bislett Games ( Oslo), 400 m hs - 46"52
- Oro al Bauhaus-Galan ( Stoccolma), 400 m hs - 47"57
- Oro all'Herculis ( Monaco), 400 m hs - 46"51
- Argento al Weltklasse Zürich ( Zurigo), 400 m hs - 47"30
- Argento al Prefontaine Classic ( Eugene), 400 m hs - 46"53

2024
- Argento ai Bislett Games ( Oslo), 400 m hs - 46"70
- Argento all'Herculis ( Monaco), 400 m hs - 46"73

2025
- Oro alla Xiamen Diamond League ( Xiamen), 300 m hs - 33"05
- Oro alla Shanghai Diamond League ( Shaoxing), 400 m hs - 47"28
- Oro ai Bislett Games ( Oslo), 300 m hs - 32"67
- Bronzo al Bauhaus-Galan ( Stoccolma), 400 m hs - 47"41
- Oro al Kamila Skolimowska Memorial ( Chorzów), 400 m hs - 46"28

## Riconoscimenti
- Atleta mondiale dell'anno (2021)
- Atleta europeo dell'anno (2019, 2021)
- Atleta mondiale emergente dell'anno (2017)
- Atleta europeo emergente dell'anno (2017)